# Scott & Bailey (seizoen 5)
Dit artikel vat het vijfde seizoen van Scott & Bailey samen.

## Rolverdeling

### Hoofdrollen
| Acteur          | Personage                        |
| --------------- | -------------------------------- |
| Suranne Jones   | brigadier Rachel Bailey          |
| Lesley Sharp    | rechercheur Janet Scott          |
| David Prosho    | rechercheur Ian "Mitch" Mitchell |
| Tony Mooney     | rechercheur Pete Readyough       |
| Delroy Brown    | rechercheur Lee Broadhurst       |
| Jing Lusi       | rechercheur Anna Ram             |
| Pippa Haywood   | hoofdrecherche Julie Dodson      |
| Judith Barker   | Dorothy Parsons                  |
| Harriet Waters  | Taisie Scott                     |
| Richard Riddell | Steve Dench                      |

## Afleveringen
| Nr. | Aflevering | Titel         | Regisseur      | Schrijver     | Selectie gastrollen | Originele uitzenddatum |  |
| --- | ---------- | ------------- | -------------- | ------------- | --- | ---------------------- |  |
| 23 | 1          | Ghost         | Alex Kalymnios | Lee Warburton | Judy Holt - Scary Mary Jackson Katie Clarkson-Hill - Wendy Louis Healy - Maurice Ridley Lynsey McLaren - moeder van Maurice                          | 13 april 2016          |  |
| Bailey komt na een jaar afwezigheid terug bij het rechercheteam, hier wordt zij meteen op een onderzoek gezet van een seriemoordenaar die bij elke moord een aanwijzing achterlaat. Nu zij als hoofd van het team moet fungeren brengt dit al snel irritatie bij haar medewerkers, zij zoekt steun bij haar vriendin Scott. Scott moet echter haar aandacht richten op haar dochter die gearresteerd is voor het bezitten van seksuele foto's van kinderen. Wanneer de computerafdeling de firewall omzeilen van een website waarop video's staan van de slachtoffers, realiseert Bailey al snel dat zij op jacht moet gaan naar een vrouw die waarschijnlijk het volgend slachtoffer wordt. Dankzij een informant die informatie heeft over de zaak kunnen zij de daders achterhalen voordat er meer slachtoffers vallen. |            |               |                |               | |                        |  |
| 24 | 2          | Nobody's Fool | Alex Kalymnios | Lee Warburton | Angela Lonsdale - Gina Mitchell Gregg Chillin - Neil Simpson Nisa Cole - Jenna Mawson Suzette Llewellyn - Hollister Anthony Flanagan - Kenny Medford | 20 april 2016          |  |
| Bailey realiseert zich dat de bewijzen tegen de hoofdverdachten, die gevangen zitten, langzaam verdampen. De moeder van het laatste slachtoffer is woedend op het team nu de hoofdverdachten waarschijnlijk op vrije voeten komen. Rechercheur Mitchell onthult ondertussen tegen Bailey dat zijn vermiste dagboek waarschijnlijk de oorzaak is dat alles openbaar is gemaakt in de media. De computerafdeling kan het adres achterhalen waarvan de laatste bestanden zijn verstuurd naar de website van het laatste slachtoffer, daar ontdekt het team echter dat de adreseigenaar hier echter niets mee te maken heeft maar de bestanden heeft verstuurd voor iemand anders. Bailey stuurt dan Scott en Mitchell naar Kenny Medford om hem opnieuw te arresteren door nieuwe bewijzen, dit zorgt ervoor dat er dingen plaatsvinden die de sfeer in het team voor altijd kan ruïneren. Ondertussen heeft Scott haar handen vol aan haar dochter, nu zij ondervraagt wordt door de zedenafdeling.                                                                                         |            |               |                |               | |                        |  |
| 25 | 3          | Change        | Alex Kalymnios | Lee Warburton | Nisa Cole - Jenna Mawson Lizzie Stavrou - Joanne Dench Wunmi Mosaku - Rae Milton Andrew Sheridan - Tim Canton                                        | 27 april 2016          |  |
| Door de zoektocht van Bailey naar Steve Dench lukt het haar uiteindelijk om hem te pakken te krijgen, tijdens de ondervraging bekent hij uiteindelijk zijn misdaden. Door de creditcardgegevens ontdekt het team informatie over de mogelijke handlanger van Dench, en leidt hen naar een coffeeshop. Daar pakken zij de persoon in kwestie op, hij bekent dan op de plek van de misdaad aanwezig te zijn geweest maar ontkent verder alle betrokkenheid. Ondertussen krijgt Bailey een alarmerend telefoontje van haar zus Alison, zij heeft een witte ster van de moordenaar op de muur gevonden van hun huis. Hoofdrecherche Dodson is woedend als zij ontdekt dat Bailey zwanger is en haar hiervan niet op de hoogte heeft gesteld. Terwijl Dench steeds meer informatie geeft aan Scott ontvangt Bailey een telefoontje van Jenna Moreson, dit leidt haar naar een ontmoeting op Victoria Station. Daar aangekomen komt zij ineens oog in oog te staan met de moordenaar. Nu moet zij zien te overleven totdat de versterking komt, tevens moet zij haar ongeboren baby beschermen. |            |               |                |               | |                        |  |